# Šárka Pospíšilová
Šárka Pospíšilová (* 2. ledna 1969) je česká molekulární genetička, bioložka a vysokoškolská učitelka, od roku 2019 prorektorka Masarykovy univerzity.  

## Život
Narodila se v lednu 1969. Absolvovala studium molekulární genetiky a biologie na Přírodovědecké fakultě Masarykovy univerzity. Poté získala i titul Ph.D., a to v oboru molekulární a buněčná biologie. V roce 2003 začala pracovat ve Fakultní nemocnici Brno. V roce 2008 se stala ředitelkou Centra molekulární biologie a genové terapie a v roce 2011 začala působit i jako vedoucí jednoho z center Středoevropského technologického institutu CEITEC. Jako vysokoškolský pedagožka působí na Lékařské fakultě Masarykovy univerzity a na Přírodovědecké fakultě Masarykovy univerzity. V roce 2009 se habilitovala na Lékařské fakultě Masarykovy univerzity a v únoru 2012 se stala profesorkou. V červenci 2022 se stala členkou Evropské asociace molekulární biologie.
V červenci 2019 byla jmenována prorektorkou pro výzkum a doktorské studium Masarykovy univerzity po boku jejího rektora Martina Bareše. Funkce se ujala v srpnu 2019 a obhájila ji i v roce 2023.
V roce 2023 ji magazín Forbes zařadil na 69. místo žebříčku nejvlivnějších žen v Česku. V roce 2024 ve stejném žebříčku obsadila 70. místo. Během své kariéry získala různá ocenění; dvakrát získala cenu ministra zdravotnictví za výzkum a vývoj, dále získala cenu předsednictva České lékařské společnosti, Hlávkovu cenu za vědeckou literaturu, Koštířovu cenu společnosti pro biochemii a molekulární biologii, dvě ceny získala od Ligy proti rakovině a vyznamenána byla v listopadu 2016 i Cenou Jihomoravského kraje v oblasti vědy. Během své kariéry se podílela na vzniku více než 130 vědeckých článků a podílela se také na pěti patentech. Ve své odborné činnosti se zaměřuje na problematiku molekulární hematologie, genomiky a onkologie (přičemž se zaměřila mj. na leukémii).